# VI район (Турку)
VI район (фин. VI kaupunginosa, швед. VI stadsdel) — один из центральных районов города Турку, входящий в Центральный территориальный округ.

## Географическое положение
Район расположен на западном побережье реки Аурайоки, восточнее улицы Ауракату (фин. Aurakatu) и граничит с VII районом.

## Достопримечательности
На территории VI района расположены Торговая площадь и городской автовокзал.
На Малой площади расположено историческое здание центральной городской библиотеки.

## Население
В 2004 году население района составляло 6 284 человека, из которых дети моложе 15 лет составляли 5,11 %, а старше 65 лет — 22,64 %. Финским языком в качестве родного владели 87,2 %, шведским — 10,0 %, а другими языками — 2,8 % населения района.